# AÉ Lemeszú
Az AÉL, vagy AÉ Lemeszú (görögül: Αθλητική Ένωση Λεμεσού, magyar átírásban: Athlitikí Énoszisz Lemeszú, közelítő magyar fordításban: Limassoli Atlétikai Szövetség), nemzetközi nevén AEL Limassol egy ciprusi sportegyesület Limassolból (görögül: Lemeszósz). Labdarúgó-szakosztálya a ciprusi élvonalban szerepel, mely az 1950-es években érte el legnagyobb sikereit.

## Sikerei
- Ciprusi bajnok:

6 alkalommal (1940–41, 1952–53, 1954–55, 1955–56, 1967–68, 2011–12)
- Ciprusi labdarúgókupa-győztes:

7 alkalommal (1938–39, 1939–40, 1947–48, 1984–85, 1986–87, 1988–89, 2018–19)
- Ciprusi labdarúgó-szuperkupa-győztes:

4 alkalommal (1953, 1968, 1985, 2015)

## Játékosok

### Jelenlegi keret
2022. január 5-i állapotnak megfelelően.
| #  |     | Poszt | Név                |
| -- | --- | ----- | ------------------ |
| 4  | POR | V     | André Teixeira     |
| 5  | NED | V     | Tijn Daverveld     |
| 6  | SRB | KP    | Slobodan Medojević |
| 8  | MKD | KP    | Davor Zdravkovszki |
| 11 | SCO | KP    | Alastair Reynolds  |
| 12 | SRB | CS    | Stefan Šćepović    |
| 13 | BRA | V     | Bruno Santos       |
| 16 | SPA | KP    | Manuel Torres      |
| 17 | BRA | V     | Euller             |
| 20 | ESP | KP    | Sito Riera         |
| 21 | CYP | KP    | Evángelosz Andréu  |
| 22 | CYP | V     | Minász Andoníu     |

| #  |     | Poszt | Név                     |
| -- | --- | ----- | ----------------------- |
| 23 | CYP | KP    | Vaszíliosz Papafótisz   |
| 24 | CYP | KP    | Dimítrisz Avraám        |
| 26 | CYP | V     | Hrisztóforosz Frandzísz |
| 27 | SVK | V     | Róbert Mazáň            |
| 28 | CYP | V     | Konsztandínosz Szotiríu |
| 30 | CYP | K     | Andréasz Keravnósz      |
| 44 | MKD | V     | Kire Risztevszki        |
| 50 | SRB | CS    | Andrija Majdevac        |
| 73 | FRA | KP    | Bryan Pelé              |
| 99 | CPV | K     | Elber Evora             |
| —  | HUN | K     | Megyeri Balázs          |

### A klub egykori magyar labdarúgói
- Sebők József
- Torma Gábor
- Tököli Attila
- Vlaszák Géza
- Mészöly Géza
- Lendvai Miklós
- Korolovszky Gábor
- Megyeri Balázs

## Külső hivatkozások
- Az AÉL labdarúgó-szakosztályának hivatalos honlapja (görög nyelven). AÉL Lemeszú. (Hozzáférés: 2018. július 19.)
- Az AÉL adatlapja az uefa.com-on (angolul)